# Schlacht bei Megiddo
Die Schlacht bei Megiddo, die am 26. Aprilgreg. (21. Schemu I) 1457 v. Chr. im 23. Regierungsjahr des Königs Thutmosis III. nordwestlich von Megiddo stattfand, ist die vermutlich am ausführlichsten dargestellte kriegerische Auseinandersetzung aus dem alten Ägypten. Die wichtigste Quelle über den Feldzug sind die sogenannten Annalen, die Thutmosis III. in Hieroglyphenschrift an die Tempelwände des Annalensaals im Karnak-Tempel anbringen ließ. Bei diesem Annalentext handelt es sich um eine überarbeitete Kurzform eines Tagebuchs, das Schreiber während des Feldzugs führten und das nach der Rückkehr im Tempelarchiv aufbewahrt wurde.
Unter der Herrschaft von Hatschepsut fielen vermutlich wichtige Gebiete in Vorderasien von Ägypten ab und die Vormachtstellung in diesem Gebiet ging verloren. Als sich in Vorderasien eine Koalition syrischer Fürsten unter der Führung des Fürsten von Kadesch zusammenschloss, rüstete der ägyptische König Thutmosis III. in den ersten Monaten seiner Alleinregierung für einen Feldzug, vielleicht als Präventivschlag aus Angst vor einer drohenden Eroberung Ägyptens.
Die Gegner um den Fürsten von Kadesch versammelten sich bei der Festung von Megiddo. Thutmosis III. entschied sich für eine riskante Route durch das Karmelgebirge, um den Überraschungseffekt für sich in Anspruch zu nehmen. Völlig überrascht zogen sich die Gegner nach dem ägyptischen Angriff in die Festung zurück. Offenbar begingen die Ägypter den Fehler, zu früh zu plündern, so dass sich die Fürsten in die Festung retten konnten und sie erst nach mehrmonatiger Belagerung zur Aufgabe gezwungen werden konnten.
Die Schlacht bei Megiddo leitete den Auftakt für fast jährlich stattfindende Feldzüge nach Vorderasien ein. Neben dem 1. kam es nur bei dem 8. und 10. Feldzug zu richtigen Feldschlachten, bei den anderen handelte es sich vermutlich um kleinere Unternehmungen, um Tribute einzusammeln und die Basis für weitergehende Präsenz zu schaffen. Daraus entwickelte sich ein ägyptischer Imperialismus in Vorderasien.

## Ausgangslage

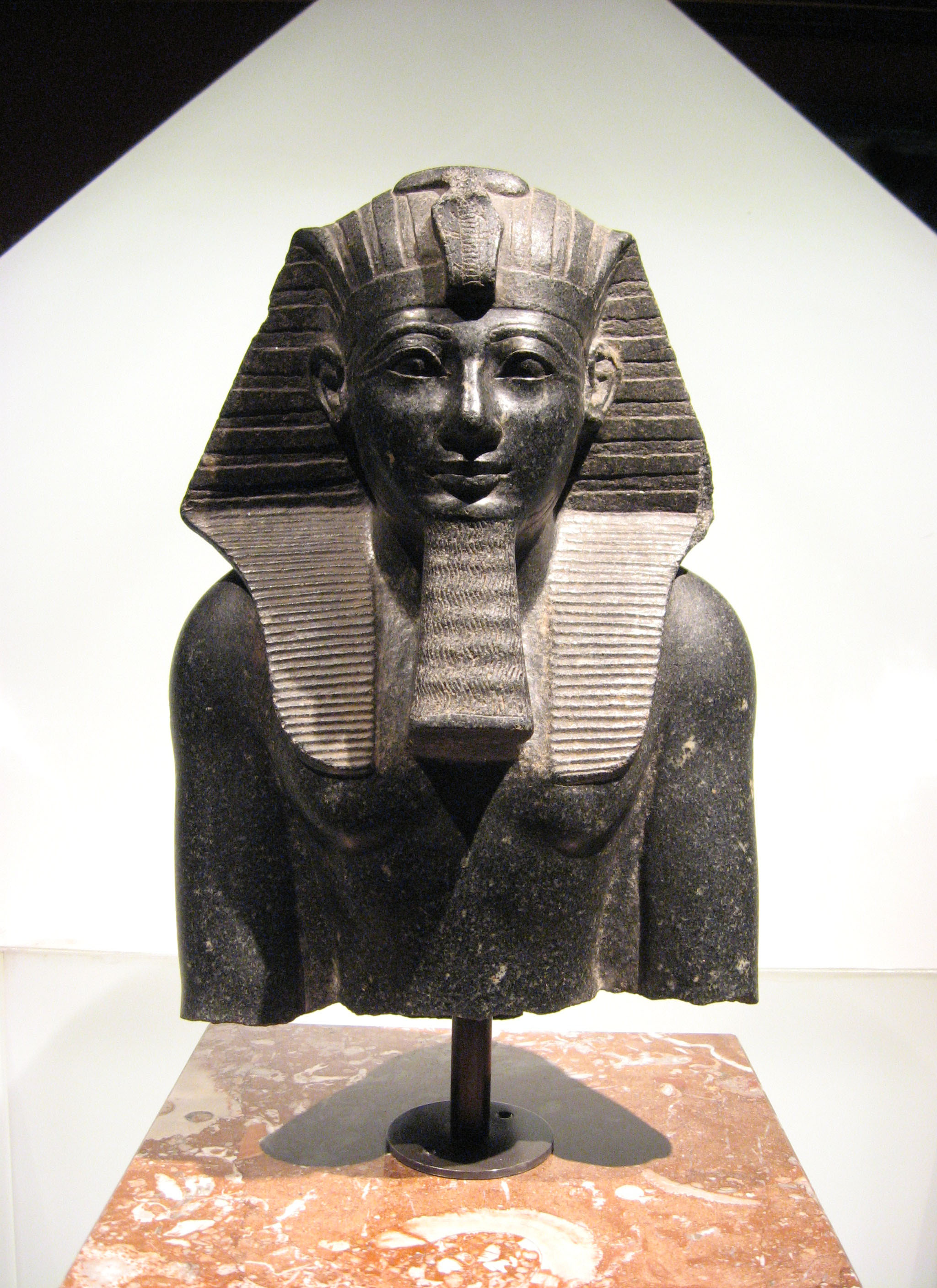
Oberteil einer Statue des Thutmosis III., der die ägyptische Armee befehligte.

In der zweiten Zwischenzeit herrschten über ein großes Gebiet Ägyptens die sogenannten Hyksos („Herrscher der Fremdländer“), eine Gruppe von Einwanderern aus Vorderasien. Schließlich gelang es einem thebanischen Fürstengeschlecht (das der 17. Dynastie entspricht), die Hyksos aus Ägypten zu vertreiben: Nachdem bereits Seqenenre und Kamose mehrere Feldzüge gegen die Hyksos unternommen hatten, war es Ahmose, der Auaris einnahm und die Hyksos endgültig vertreiben konnte. Damit begründete er das Neue Reich. Ahmose zog danach weiter und belagerte Scharuhen, eine südpalästinische Stadt, etwa 25 km südlich von Gaza, die vermutlich die Hauptstadt im Kernbereich der Hyksos war. Auch die Nachfolger Amenophis I. und Thutmosis I. setzten die ägyptischen Bestrebungen nach Vorderasien fort. Nicholas Reeves bezeichnet Thutmosis I. als Architekten des ägyptischen Imperiums im Ausland. Unter Thutmosis II. war Ägyptens Vormachtstellung in Vorderasien noch vorhanden. In der Zeit Hatschepsuts findet man nur wenige Erwähnungen Asiens. Vermutlich fielen in ihrer Regierungszeit wichtige Gebiete von Ägypten ab, und Ägyptens Einflussgebiet erstreckte sich, wenn überhaupt, auf den südlichen Teil Palästinas.
In Vorderasien schloss sich eine Koalition syrischer Fürsten unter der Führung des Fürsten von Kadesch zusammen. Insgesamt nennt Thutmosis III. die (wohl eher symbolische) Zahl von 330 Fürsten und Königen. Nach der Ansicht von Wolfgang Helck handelte es sich beim ersten Feldzug Thutmosis' III. um eine „offensive Verteidigung“. Seiner Meinung nach führte die passive Haltung Hatschepsuts zu immer weiter gestreckten Plänen des Mitannikönigs. Der Aufmarsch der Truppen um den Fürsten von Kadesch konnte demnach nur das Ziel gehabt haben, Ägypten zu erobern. Thomas Schneider bezweifelt allerdings, dass es sich dabei um eine drohende Rückeroberung Ägyptens durch die Großmacht Mitanni handelte, als Anknüpfung an die Herrschaft der Hyksos. Francis Breyer hält immerhin fest, dass nach der Fremdherrschaft der Hyksos das Sicherheitsbedürfnis gegenüber Vorderasien in Ägypten offenbar sehr groß war. Während in den nachfolgenden Feldzügen Thutmosis' III. der Gegner allein Mitanni war, hieß der Gegner der Schlacht bei Megiddo noch Kadesch: Ab ca. 1550 bestehen zunehmend Kontakte von Qadeš zum Norden ins Transjordan-Gebiet, d. h. für eine kurze Zeit nach dem Zusammenbruch der alten Machtgefüge und dem Aufstieg von Mitanni hatte sich Qadeš daran gemacht, selbst das entstandene Vakuum zu füllen. Christian Langer hält die Rechtfertigung eines Angriffs als Präventivschlag für problematisch. Dieser könnte auch als Verschleierung eines Angriffskrieges gedient haben.
Dass nur zwei Monate zwischen den Kampfhandlungen und dem Tod von Hatschepsut vergingen, deutete Helck als Hinweis, dass Hatschepsut von Thutmosis III. ermordet worden ist. Die Bedrohung Ägyptens war das auslösende Moment für den Regierungswechsel, da Thutmosis III. im Gegensatz zu Hatschepsut der Bedrohung nur offensiv begegnen konnte. Donald B. Redford rechnete aus, dass diese kurze Zeit zur Vorbereitung eines solchen Unternehmens nicht ausreichte und sie damit schon unter Hatschepsut geplant wurden.

## Überlieferung

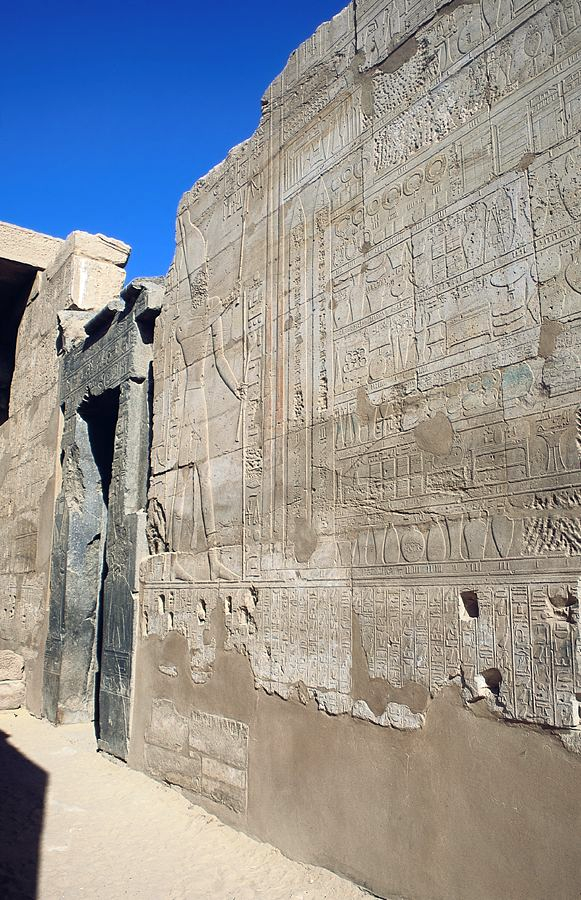
Wand des Annalensaals im Karnak-Tempel

### Annalen
Die wichtigste Quelle über den Feldzug sind die sogenannten Annalen, die Thutmosis III. in Hieroglyphenschrift an die Tempelwände des Annalensaals im Karnak-Tempel anbringen ließ, und zwar im Umgang um das Granitsaktuar, im östlichen Annalensaal, auf der Nordwand. Bei diesem Annalentext handelt es sich um eine überarbeitete Kurzform eines Tagebuchs, das Schreiber während des Feldzugs führten und nach der Rückkehr im Tempelarchiv aufbewahrt wurde. Zwar neigen ägyptische Quellen aus ideologischen Gründen zur Übertreibung, um die eigene Überlegenheit gegenüber den Ausländern darzustellen, die Annalen des Thutmosis III. werden aber weitestgehend als zuverlässige Quelle der Ereignisse angesehen. Thutmosis gab in seinem 40. Regierungsjahr den Auftrag, die Ereignisse chronologisch, nach Regierungsjahren geordnet, zusammenzustellen.
Trotzdem weist Martin Noth darauf hin, dass die Tagebücherauszüge mit genauen Tagesdaten und Ortsangaben nur einen äußeren Rahmen bilden. Davon gilt es jene Erzählungen zu trennen, in denen Vorgänge interpretiert oder sogar geschaffen werden, die nicht so geschehen sind, die aber in dieser Weise geschildert werden müssen, um die innere „Wahrhaftigkeit“ des Ablaufes herzustellen. Es besteht also eine Diskrepanz zwischen den historischen Fakten und der aus der ägyptischen Weltanschauung entwickelten Wirklichkeit. Für eine Unterscheidung werden neben inhaltlichen auch stilistische Kriterien herangezogen. Allgemein geben Infinitivkonstruktionen mögliche Hinweise auf die Herkunft aus Annalen („Annalenstil“).
Die Quellen für Thutmosis' Feldzüge sind auf jeden Fall ausführlicher als für alle vergleichbar anderen in der ägyptischen Geschichte. J. B. Bury bemerkte, dass wir mehr über diese Feldzüge des Thutmosis III. aus dem 15. Jahrhundert v. Chr. wissen als über jene von Stilicho oder Flavius Aëtius im 4. bis 5. Jahrhundert.

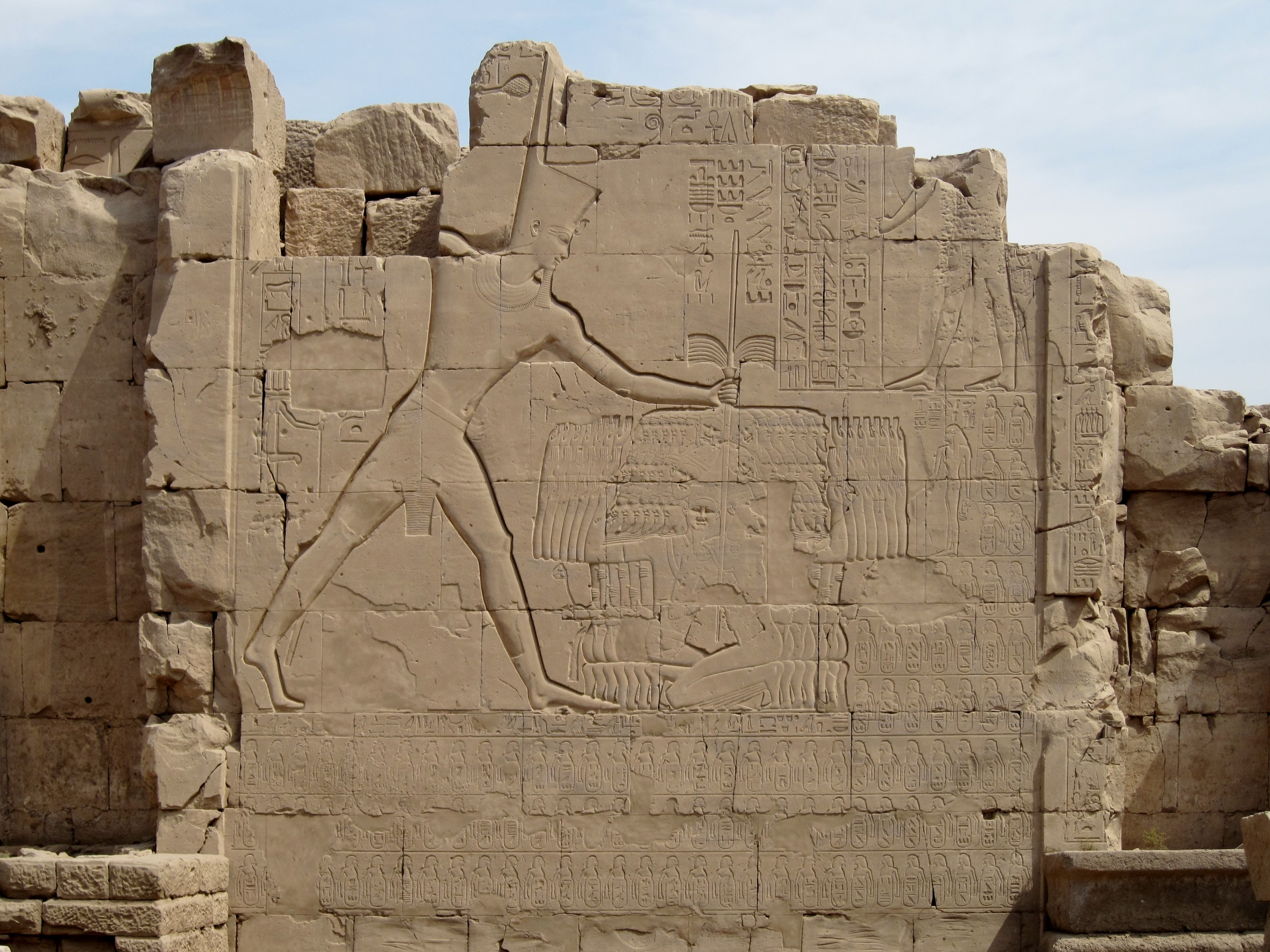
7. Pylon im Karnak-Tempel, Thutmosis III. beim Erschlagen der Feinde und Ortsnamenlisten

### Ortsnamenlisten
Eine Nebenüberlieferung der Ereignisse sind die Ortsnamenlisten (auch Toponymlisten), die Thutmosis III. an den Pylonen 6 und 7 im Karnak-Tempel anbringen ließ. Lange Zeit galten sie als wichtige Quelle für die vorderasiatische Demografie und die Geschichte der ägyptischen Eroberungen. Durch diese Listen, die angeblich „die Länder von Ober-Retjenu aufzählen, die Seine Majestät in Megiddo einschloss“ machen nach Helck das Fortschreiten des Vormarsches erkennbar.
Die Interpretation dieser Toponymlisten ist jedoch problematisch. Es ist unklar, wie die Schreiber über die Ortsnamen informiert wurden. Sie kannten diese vermutlich schon vor dem Feldzug. Die Listen sind nicht chronologisch nach dem Feldzug geordnet. Die unwahrscheinlichste Interpretation ist für Redford die einer Liste von besiegten Städten. Auch eine hierarchische Gliederung der Städte nach Wichtigkeit ist nicht festzustellen. Es gibt unterschiedliche Auslegungen der sogenannten „Syllabischen Schrift“.
Aus der Tatsache, dass in einigen Abfolgen die Orte tatsächlich in einer Reihe liegen, schließt Redford, dass verschiedene Itinerare als Vorlage dienten. Helck dagegen ging davon aus, dass die Namen aus den Kriegstagebüchern entnommen wurden.

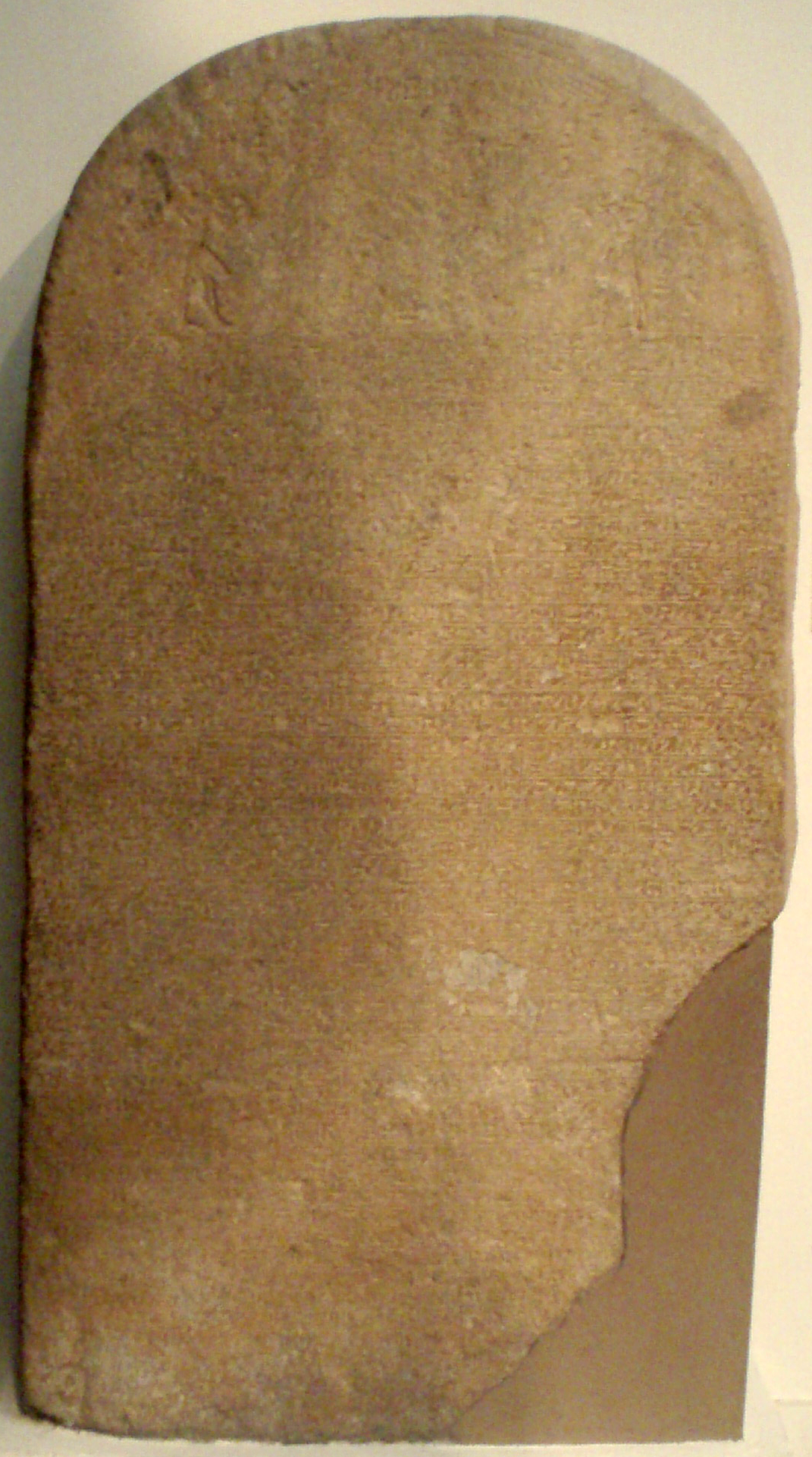
Die Gebel-Barkal-Stele

### Gebel-Barkal-Stele
Eine weitere wichtige Quelle der Ereignisse ist eine Stele, die Thutmosis III. im weit entfernten Napata (Gebel Barkal) aufstellen ließ. Auch diese liefert wichtige Einzelheiten der Feldzüge. Allerdings hat sie einen ganz anderen Bezug zu den Ereignissen als die Annalen. Sie sind Teil einer Zusammenfassung der Errungenschaften, die der König in den 25 Jahren seiner Alleinherrschaft vollbrachte und zu Ehren des Amun im Heiligen Berg (d. h. im Gebel Barkal) berichtet werden.

### Armant-Stele
Die Stele aus Rosengranit wurde in Armant in einem koptischen Wohnhaus wiederverbaut gefunden. Sie enthält eine Zusammenfassung der Höhepunkte aus Thutmosis' Regierungszeit. Es ist eine Eulogie auf den König, eine literarische Gattung, die das Lob des Königs thematisiert. Ein außenstehender Erzähler fasste die Ereignisse aus einer gewissen Distanz zusammen. Trotzdem kannte er die Annalen und nahm darauf Bezug.

### Weitere Quellen
Weitere Erwähnungen über den Feldzug sind:
- Eine Inschrift aus dem 23. Jahr Thutmosis' III. auf einem Pfeiler des Tempels von Buhen[24]
- Ein Dekret in der Festhalle im Karnak-Tempel[25]
- Auf der nördlichen Hälfte des 6. Pylons im Karnak-Tempel erwähnt Thutmosis III. die Opfer, die er nach dem Feldzug dem Gott Amun gestiftet hat[26]
- Im Barkenheiligtum im Karnak-Tempel wird über die Konstruktion und den Transport eines Barkenschreins des Amun für den Feldzug berichtet[27]

## Feldzug nach Megiddo

### Aufbruch der ägyptischen Armee
Der eigentliche Aufbruch der ägyptischen Armee aus Memphis wird in den Annalen nicht erwähnt, dafür auf der Armant-Stele. Dort datiert er auf die zweite Hälfte des 4. Peret des 22. Regierungsjahres.
Die Annalen beginnen mit dem Passieren der Grenzfestung Sile am 31. Märzgreg. (25. Peret IV) 1457 v. Chr. in seinem 22. Regierungsjahr. Neun Tage später, am 9. Aprilgreg., gelangte man in die Stadt Gaza. Dieser Tag war zugleich Tag des Festes der Thronbesteigung von Thutmosis III. und damit der erste Tag im 23. Regierungsjahr. Thutmosis III. vermerkte bei Ankunft in Gaza: Sieg in Gaza, um den elenden Feind niederzuwerfen und die Grenzen Ägyptens zu erweitern.

### Kriegsrat in Jehem
Am 21. April 1457 v. Chr. erreichte Thutmosis III. die Stadt Jehem (Chirbet Jimma). Hier wurde ein Lager aufgeschlagen und die Lage erkundet. In der folgenden Beratung wurde ihm mitgeteilt, dass der König von Kadesch die ägyptentreuen Provinzen bis Naharina (Gebiet oberer Euphrat), Chor (Palästina-Syrien) und Qedu/Qedi (Nordsyrien, zwischen Karkemisch und dem Meer) unter seiner Führung versammelt habe und in Megiddo warte.
Thutmosis rief seine Berater zusammen und besprach das weitere taktische Vorgehen. Zwischen Jehem und Megiddo erhebt sich das Karmelgebirge. Für die Anmarschroute boten sich drei Möglichkeiten:
- Die östliche Straße über Djefti, eine ungefährliche Route, bei der man Megiddo aber über eine weit sichtbare Strecke von Norden erreichte.
- Über den Ort Taanach von der Ostseite, wo jedoch bereits ein Teil der feindlichen Truppen lagerte.
- Auf direktem Weg über Aruna durch einen engen Pass (Lage). Eine gefährliche Variante, da die Armee im Gänsemarsch durch die enge Schlucht gehen musste.

Thutmosis wählte entgegen dem Rat seiner Berater den gefährlichen Weg über das Gebirge, um den Überraschungseffekt für sich in Anspruch zu nehmen und hinter die feindlichen Linien zu gelangen. Hätten die Feinde sich auf dem Bergrücken des Passes positioniert, wären die Ägypter leichte Beute gewesen. Selbst wenn sie den Pass durchschreiten konnten, war die Gefahr groß, sogleich in Kampfhandlungen verwickelt zu werden, während ein großer Teil der Armee sich noch in der Passschlucht befand. Aus verständlichen Gründen rieten die Berater von dieser Route ab:

„Wozu soll ein Ausrücken [auf] diesem Wege führen, der ziemlich eng ist. Man [meldet], dass die Feinde da am [Ausgang] stehen und dass [sie] recht zahlreich [sind]. Muss nicht Pferd hinter [Pferd] marschieren, ebenso wie [die Krieger] und das Trossvolk? Soll denn unsere Vorhut in den Kampf kommen, während unsere [Nachhut] noch hier in Aruna steht und nicht in den Kampf eintreten kann? Es gibt da zwei (andere) Wege…“

Thutmosis III. stellte die Berater vor die Wahl, ihm zu folgen:

„So wahr ich [lebe] und mich Re liebt und mir mein Vater Amun gnädig ist und meine Nase jung ist in Leben und Macht! Meine Majestät wird auf diesem Wege von Aruna vorrücken! Wer von euch will, mag auf jenen Wegen marschieren, die ihr vorgeschlagen habt! Wer von euch will, möge im Gefolge Meiner Majestät mitkommen. Denn sie werden (sonst) sagen bei den Feinden, dem Abscheu des Re: „Rückt denn Seine Majestät auf einem andern Wege vor? Er fängt an, sich vor uns zu fürchten!“ werden sie sagen.“

So stimmten die Berater dem Vorschlag zu:

„Möge dein Vater, Amun, Herr der Throne beider Länder, Erster von Karnak (Ip.t sw.t), [deinem Willen] beistehen! Siehe, wir folgen Deiner Majestät an jeden Ort, zu dem sich [Deine Majestät] begeben wird! Ein Diener ist (immer) hinter [seinem] Herrn!“

### Marsch durch das Karmelgebirge und Kampfvorbereitungen

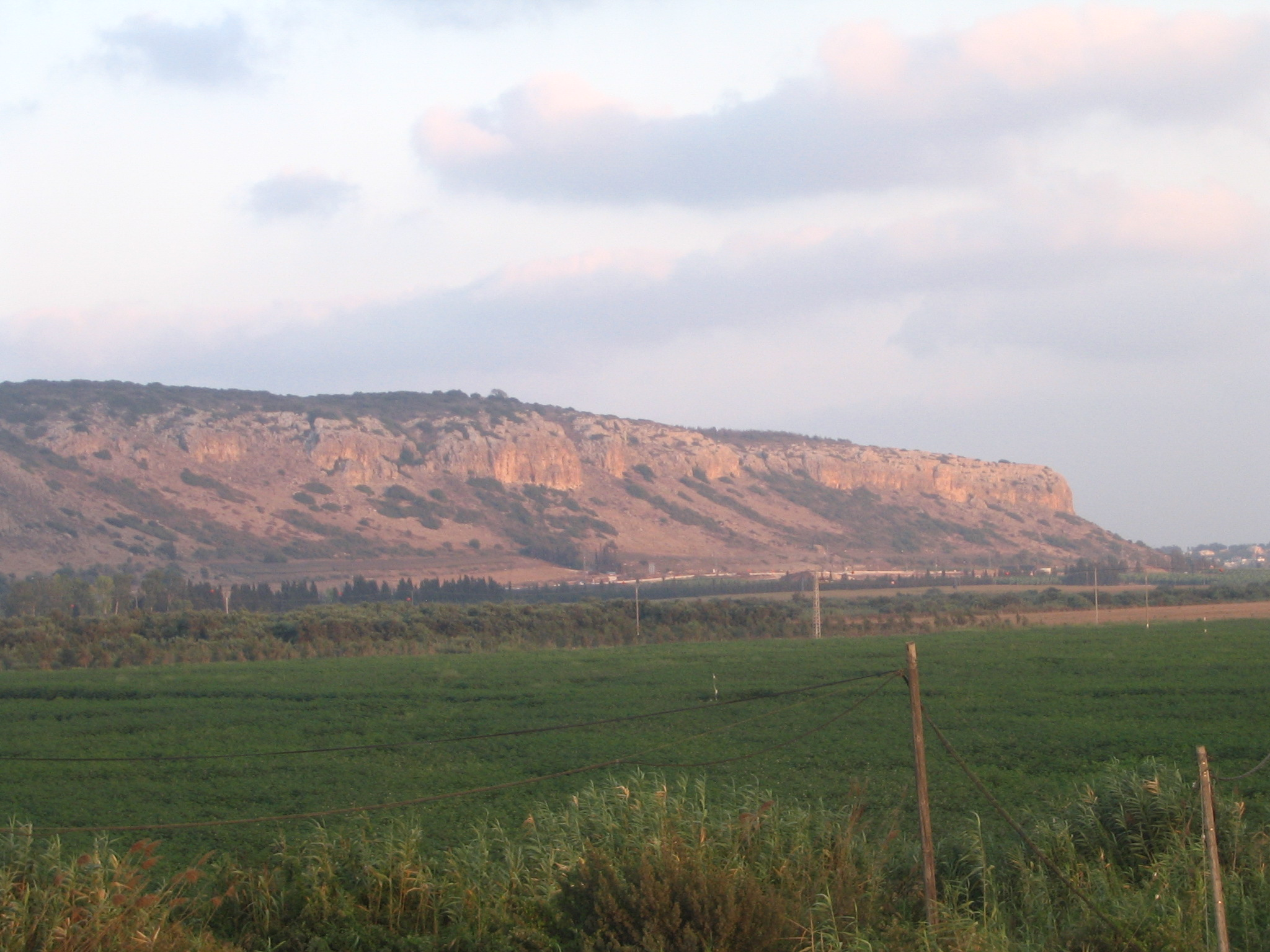
Das Karmelgebirge

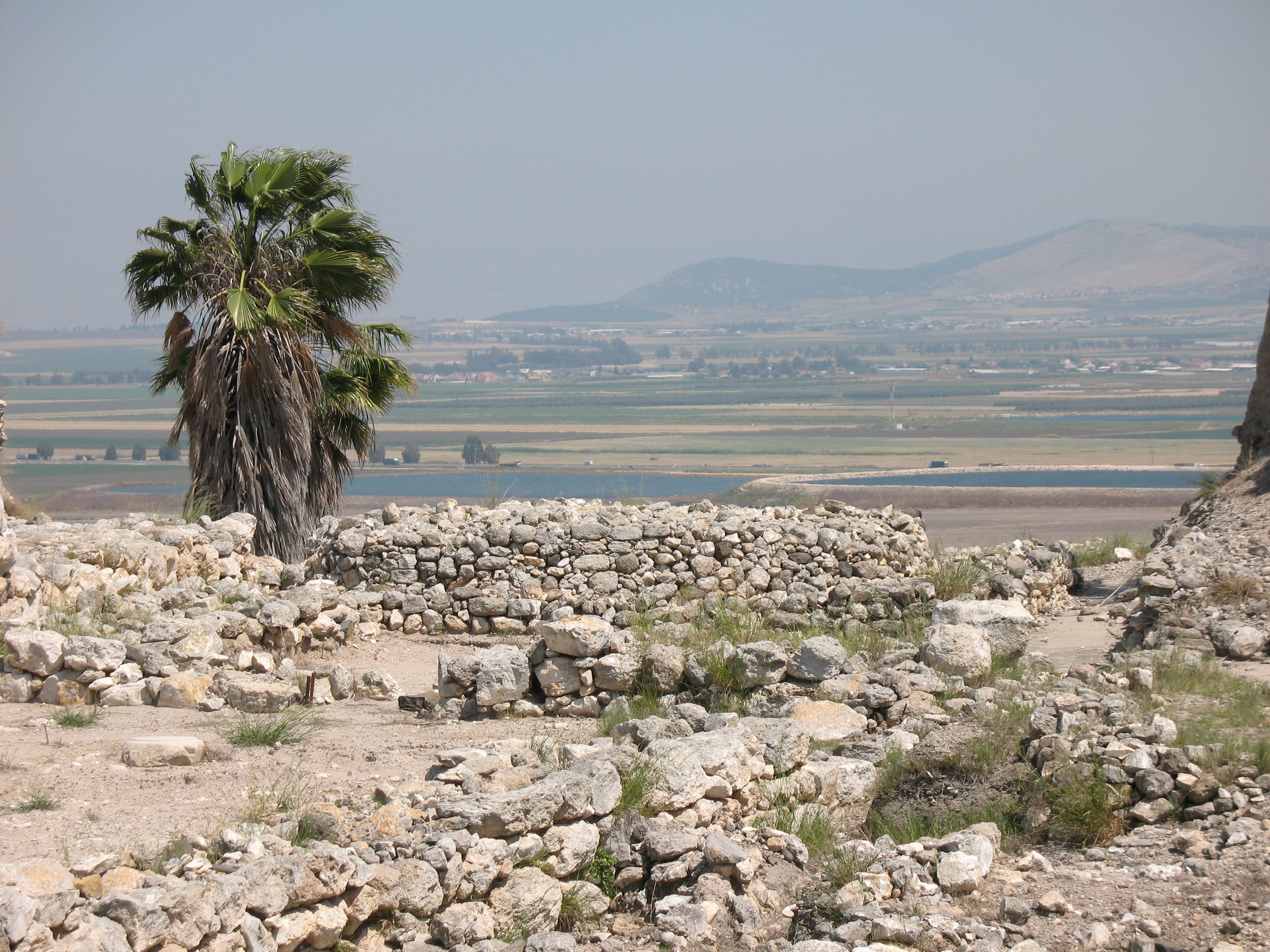
Megiddo

Ohne Probleme konnte die Streitmacht die Schlucht durchqueren. Als die Ägypter zur Mittagsstunde aus dem Pass traten, war kein Feind zu sehen. Ob der Fürst von Kadesch tatsächlich keine Nachricht über den Vormarsch der Ägypter erhalten hat, bleibt offen. Nach Angabe des Kriegstagebuches blieben die Truppen auf Ermahnung der Berater stehen, um die Nachhut heranzuführen.
Die Gegner hatten ihre Hauptstreitmacht beim Ort Taanach in Stellung gebracht und kleinere Einheiten zur Sicherung der von Djefti auf die Ebene von Megiddo führenden Straße abgestellt. Diese war von der Festung aus problemlos einsehbar. Den Pfad durch das Gebirge hatte die Koalition jedoch nicht beachtet. Thutmosis III. erkannte am 24. April (19. Pachon) 1457 v. Chr. beim Verlassen der Schlucht, dass er zwischen Nord- und Südflanke seiner Gegner geraten war. Ende des Vormittags hatte die gesamte Streitmacht die Schlucht verlassen und erreichte zur 7.Stunde des Tages (gegen 12:00 Uhr) den Ort Qen (Qn). Nun wurde dem ganzen Heer befohlen, sich auf die kommende Schlacht vorzubereiten: Rüstet euch für den Kampf mit dem elenden Feind.
Thutmosis III. ließ am Fuß des Gebirges lagern. Am nächsten Tag wurden letzte Vorbereitungen für die Schlacht getroffen: Besorgen der Verpflegung der Großen und des Proviants der Gefolgsleute, dem Heer wurde für die folgende Nacht der Auftrag gegeben Standhaft! Standhaft! Wachsam! Wachsam!. Gleichzeitig wurden noch in der Nacht Teile des Heeres nach Süden und Norden von Megiddo verschoben, um die Festung von der feindlichen Armee abzuschneiden.

### Schlachtverlauf

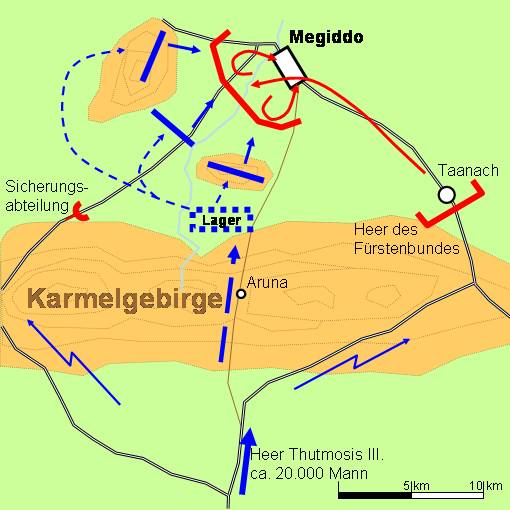
Karte der Schlacht

Am 21. Schemu I (26. April) vermeldet der Schreiber: Tag des Neumondfestes. Erscheinen des Königs am frühen Morgen. Befehl zum Auszug. Diese Eintragung beinhaltet gleichzeitig eine der seltenen Erwähnungen vom Neulichtfestdatum. Der südliche Flügel des Heeres von Thutmosis III. stand südlich vom Bach Ken, während der nördliche Flügel sich im Nordwesten von Megiddo aufhielt. Thutmosis schildert in den Annalen, wie er an vorderster Front den Angriff leitete:

„Dem ganzen Heere wurde Befehl gegeben, um [die Schlachtreihe] aufzustellen. Seine Majestät zog aus auf seinem Streitwagen von Elektron, geschmückt mit dem Glanze seiner Waffen wie Horus, starken Armes, Herr der Tat wie Month von Theben (W3s.t). Sein Vater Amun stärkte seine Arme. Der südliche Flügel des Heeres Seiner Majestät reichte bis zum Gebirge südlich [des Tales des (Baches)] Q-i-n3 (Ken), der nördliche Flügel bis zum Nordwesten von Megiddo, während Seine Majestät im Zentrum stand.“

Völlig überrascht vom plötzlichen Angriff zogen sich die Gegner von Thutmosis III. in die Festung zurück. Laut Bericht wurden die fliehenden Syrier wegen der zu früh geschlossenen Tore an Seilen und zusammengeknoteten Kleidern über die Mauern hochgezogen. Helck bezweifelt allerdings die Historizität dieser Aussage. Offenbar führten die zurückgelassenen Kostbarkeiten zu Plünderungen. Interessant ist, dass dieses Versagen auf ägyptischer Seite auch offiziell zugegeben wird:

„Hätte sich doch das Heer Seiner Majestät nicht damit abgegeben, die Sachen dieser Feinde zu plündern! [Sie] hätten Megiddo in diesem Augenblick [eingenommen]! Man zog aber (auch) den elenden Feind von Kadesch und den elenden Feind dieser Stadt mit Mühe herauf, um sie in ihre Stadt gelangen zu lassen. Die Furcht Seiner Majestät war [in ihre Glieder] gefahren, ihre Arme [waren erschlafft], als seine Stirnschlange über sie Macht gewann. Da erbeutete man ihre Pferde und ihre Streitwagen von Gold und Silber, gemacht zur Kampfbeute. Ihre Krieger lagen hingestreckt wie die Fische im Bausch des Netzes, das siegreiche Heer Seiner Majestät aber zählte ihre Habe.“

### Belagerung der Festung von Megiddo
Da sich die Fürsten hinter der Festung verschanzen konnten, musste die Stadt belagert werden. Eine gewaltige Mauer von 315 m × 230 m und einer Höhe von etwa 10 m und Dicke von 6 m machte die Stadt uneinnehmbar. Lediglich das Aushungern versprach Erfolg. Es wurde ein Belagerungsring um die Festung aufgebaut. Thutmosis III. verfolgte und kontrollierte das Geschehen in der Festung Men-Cheper-Re, östlich von Megiddo, die für die Belagerung erbaut wurde: Die Festung wurde mit Erdwerk und frischen Holzbalken aus allerlei Fruchtbäumen umgeben. In den folgenden Monaten gelang es keinem Stadtbewohner, aus Megiddo zu fliehen.
Über die genauen Umstände der Belagerung wird in den Annalen nicht berichtet. Die Inschrift verweist auf eine lederne Schriftrolle, die im Archiv des Karnak-Tempels aufbewahrt wurde. Ein Teil der Armee bewachte sicherlich ständig den Zugang zur Festung, während andere Teile das Umland unterwarfen.
Über die Dauer der Belagerung geben die Annalen keine Auskunft. Die einzige Erwähnung enthält die Gebel-Barkal-Stele: Meine Majestät belagerte sie sieben Monate. Viele Ägyptologen folgten dieser Angabe. Hans Goedicke hält es dagegen nicht für wahrscheinlich, dass die Ägypter noch im Monat Dezember in Vorderasien kämpften und Thutmosis III. für eine so lange Zeit nicht nach Ägypten zurückkehren konnte. Außerdem feierte der König bereits fünf Monate nach Beginn der Belagerung seinen Sieg in Karnak, weshalb er eine Lesung der Stelle als „ein Monat und sieben Tage“ vorschlägt.

### Kapitulation der vorderasiatischen Fürsten
Als die Lebensmittel in der Festung allmählich zur Neige gingen, kapitulierten die vorderasiatischen Fürsten. Thutmosis III. forderte Tributzahlungen und die Treue gegenüber Ägypten, dafür durften die Fürsten ihre Positionen behalten.

„Die Fürsten dieses Fremdlandes aber kamen an auf ihren Bäuchen, um die Erde vor der Gottesmacht Seiner Majestät zu küssen und Atemluft für ihre Nasen zu erflehen – weil seine Kraft groß war und weil die Gottesmacht des Amun [gegen alle] Fremdländer so groß war. […] Alle Fürsten aber, die die Gottesmacht Seiner Majestät gebracht (d.h. unterworfen) hatte, (kamen) mit ihren Tributen an Silber, Gold, Lapislazuli, Malachit und schleppten Getreide, Wein, Großvieh und Kleinvieh herbei für das Heer Seiner Majestät. (Jede) einzelne Gefolgschaft von ihnen (kam) südwärts mit Tributen. Seine Majestät aber setzte für [jede Stadt] die Fürsten von neuem ein.“

Thutmosis III. kehrte nach seinem Sieg nach Karnak zurück, um die Götterfahrt des Amun im Rahmen der Feierlichkeiten des Opet-Festes am 15. Achet II (22. September) zu begleiten. Nachdem Hatschepsut in den Jahren zuvor das Opet-Fest eröffnet hatte, führte Thutmosis III. erstmals den Prozessionszug des Amun in Verbindung eines zusätzlichen Siegesopfers hinsichtlich des Gewinns der Schlacht bei Megiddo an.

### Beuteliste
Die Ägypter erbeuteten: 340 Gefangene, 2041 Pferde, 191 Fohlen, 6 Hengste, einige Jungpferde, 2 Streitwagen mit Goldbeschlag, 922 weitere Streitwagen, 1 Panzerhemd aus Bronze, 200 Panzerhemden aus Leder, 502 Bogen, 7 Zeltstangen mit Silberbeschlag aus Meria-Holz des Königs von Kadesch, 1.929 Stück Rindvieh, 2.000 Ziegen, 20.500 Schafe und 207.300 Sack Weizen des Tales Jesdraelon (heute Jesreel).

## Folgen
Der Ausgang der Schlacht bei Megiddo kann verschieden interpretiert werden. Einerseits kann man davon ausgehen, dass sie nur unter großen Anstrengungen gewonnen wurde und der ägyptische König deshalb von einem Zug weiter nordwärts nach Syrien absah, wenn auch südsyrische Orte auf den Ortsnamenlisten auftauchen. Unter der Annahme eines Präventivschlags war die Unternehmung dagegen sehr erfolgreich: So erfolgreich, dass von nun an der Gegner nicht mehr Qadeš, sondern Mitanni heißt.
Die Schlacht bei Megiddo leitete den Auftakt für fast jährlich stattfindende Feldzüge nach Vorderasien ein. Bei dieser Vorgehensweise orientierte sich Thutmosis III. an „glorreichen Vorbildern“, wie Feldzüge von Sesostris III. nach Nubien: Durch die jährliche Anwesenheit in der Region wird jede aufkeimende Rebellion unterbunden, und mittels Depots und Garnisonen kann die Basis für weitergehende Präsenz geschaffen werden.
Neben dem 1. kam es nur bei dem 8. und 10. Feldzug zu richtigen Feldschlachten, bei den anderen handelte es sich vermutlich um kleinere Unternehmungen. Francis Breyer geht davon aus, dass die kleineren Feldzüge eher zielgerichtete „Razzien“ waren, mit verhältnismäßig wenigen Soldaten. Ihre Anwesenheit ermöglichte das Einsammeln von Geschenken. Wurde dem nicht entsprochen, wurden die betreffenden als „Rebellen“ bezeichnet und die Umgebung wurde geplündert. Daraus entwickelte sich ein ägyptischer Imperialismus in Vorderasien.

## Einzelfragen

### Truppenstärke
Zur Zeit Thutmosis' III. befand sich die Armee in einer Übergangsphase. Einerseits bestand sie aus rekrutierten Milizen, die unter anderem von der Tempelbelegschaft abgezogen worden waren, andererseits gab es eine Ausweitung des professionellen Militärs. Es zeichnet sich eine Wende vom Rekrutenheer zum Berufsheer ab. Je nach Einsatz dürfte die Truppenstärke stark variiert haben. Nach Papyrus Anastasi I kann davon ausgegangen werden, dass eine Division aus 4500 bis 5000 Mann bestand. Häufig bestand in der Bronzezeit eine Armee aus 5000 Männern oder einem Vielfachen dieser Zahl. Truppenstärken von über 30.000 Mann waren allerdings sehr selten.
Redford führte eine Hochrechnung für die ägyptische Truppenstärke bei der Schlacht bei Megiddo durch: Bei der Überwindung des Engpasses, bei der die Truppen im Gänsemarsch gehen mussten, dauerte es vom ersten Mann, der aus der Schlucht heraustrat, sechs Stunden bis zum letzten. Wenn alle zwei Sekunden ein Mann hervortrat, käme man auf insgesamt 10.800 Männer. Diese Zahl ist erstaunlich nahe an 10.000, was eine zu erwartende Armeegröße in dieser Zeit wäre.
Für die Truppenstärke des Gegners berechnete Redford eine ähnliche Zahl, indem er von den erbeuteten Tieren den durchschnittlichen Verbrauch eines Soldaten hochrechnete. Solches Kalorienrechnen ist allerdings problematisch.

### Marschgeschwindigkeit
Die Distanz zwischen Sile (Tel Hebwa) und Gaza über die antike Nordsinai-Route beträgt ungefähr 220 Kilometer. Aus der Marschzeit von neun Tagen für diese Strecke folgt, dass pro Tag ungefähr 24 Kilometer zurückgelegt wurden. Dies ist beträchtlich langsamer als die 45 bis 50 Kilometer pro Tag, die in griechisch-römischer Zeit für die Sinai-Route benötigt wurden. Es gilt allerdings zu beachten, dass die Truppen nicht nur mit Waffen, sondern auch mit der Nahrung für die Reise beladen waren. Außerdem gab es wohl nur wenige Versorgungsstationen und man war mit der Route noch nicht vertraut. Von Gaza an wurde die Ganggeschwindigkeit noch verlangsamt. Die Truppen legten die etwa 115 Kilometer große Distanz nach Jehem in elf Tagen, also durchschnittlich 10,5 Kilometer pro Tag zurück. Dies lag sicherlich an der mangelnden Vertrautheit mit dem Gelände, Vorsicht im Feindesland und der bewaldeten Gegend um Joppe.
Bei diesen Distanzen dürfte die Armee bereits an die logistischen Grenzen gestoßen sein. Ein Soldat kann nur die Ration von wenigen Tagen bei sich tragen: „Sie bestand wohl aus circa 10 Broten pro Tag und zwei Krügen Bier“. Das Bier für 10.000 Mann kann von etwa 1000 Eseln transportiert werden. Dabei dürfte es sich angesichts der Marschleistung um eine Hungerration gehandelt haben. Vermutlich wurde in Syrien auch geplündert, um an weitere Nahrungsmittel zu gelangen.

### Absolute Datierung der Schlacht
Der Bericht über den Feldzug in den Annalen enthält ein Monddatum, das von großer Bedeutung für die absolute Chronologie des ägyptischen Neuen Reiches ist. Es ist eines der seltenen astronomischen Daten, die sich mit einem genauen Regierungsdatum eines ägyptischen Königs in Verbindung bringen lassen.

„Regierungsjahr 23, 1. Monat der Erntezeit, Tag 21, genauer Tag des Neumondfestes. Erscheinen des Königs am Morgen. Dem ganzen Heere wurde Befehl gegeben, um [die Schlachtreihe] aufzustellen.“

Ein weiteres Monddatum aus der Regierungszeit Thutmosis'III. datiert eineinhalb Jahre später: Im Regierungsjahr 24, am 30. VI. fand die Gründung des Festtempels in Karnak statt, und zwar am Tag vor dem Beginn des neuen Mondmonats. Die in Frage kommenden Daten für den Neumond lassen sich astronomisch berechnen. Daraus ergeben sich die möglichen Datenpaare 16. Mai 1482/24. Februar 1480, 9. Mai 1457/18. Februar 1455 und 3. Mai 1432/12. Februar 1430 (nach julianischem Kalender). Durch ein weiteres Monddatum aus der Regierungszeit Ramses' II. und Synchronismen mit Vorderasien lassen sich diese Daten weiter eingrenzen, weshalb nach Ansicht der meisten Ägyptologen nur das mittlere Datenpaar möglich ist. Somit fand die Schlacht bei Megiddo also 1457 v. Chr. statt, wenn man sie auf den 21. Tag festlegt, am 26. April nach unserem gregorianischen Kalender (beziehungsweise am 9. Mai nach julianischem Kalender). Lediglich Casperson geht vom Jahr 1504 v. Chr. aus.
| Datum des Neumondfestes im Jahr 1457 v. Chr.                  |           |                          |                      |
| Ereignis                                                      | Bezugsort | Gregorianischer Kalender | Ägyptischer Kalender |
| Letzte Altlichtsichtbarkeit 25. April gegen 4:30 Uhr Ortszeit | Ägypten   | 24.–25. April            | 19. Schemu I         |
| Mond unsichtbar am 26. April in der Morgendämmerung           | Ägypten   | 25.–26. April            | 20. Schemu I         |
| Tag des Neumondfestes: Beginn mit Sonnenaufgang des 26. April | Ägypten   | 26.–27. April            | 21. Schemu I         |

### Tag der Schlacht
Es ist umstritten, an welchem Tag genau die Schlacht stattfand. Zwar wird in den Annalen erwähnt, dass sich die Schlachtreihen am Tag 21 im 1. Monat der Erntezeit aufstellten, Aruna wurde aber bereits am 19. Tag verlassen und die Armee dürfte im Verlaufe des Tages das Ende der Schlucht erreicht haben, worauf die Soldaten aufgefordert wurden, sich für die Schlacht am nächsten Tag bereitzumachen. Damit stellt sich die Frage, was am 20. Tag passierte. Faulkner hält es für unmöglich, dass die beiden Armeen einen ganzen Tag untätig herumsassen. Daraus schließt er, dass der Bildhauer, der die Texte an die Tempelwände anbrachte, einen Fehler machte und man stattdessen Tag 20 für den Tag der Schlacht lesen müsste.
Demgegenüber vertritt Helck die Ansicht, dass der Vormarsch von Megiddo bis zu der Stellung südlich von Megiddo erst am Tag 20 stattfand. Er hält die Übersetzung der entsprechenden Stelle am 19. Tag von Abmarsch in der Stadt von Aruna für falsch und schlägt zur Stadt Aruna vor, wonach die Armee also erst an diesem Tag nach Aruna gelangte. Damit ist die Schlacht von der Abfolge der Ereignisse für den 21. Tag gesichert.
Einen anderen Vorschlag machte wiederum Lello. Da es im Text heißt, dass Thutmosis III. am 19. Tag sehr früh aufstand, meint er, so früh, dass es vor Sonnenaufgang war. Da der neue Tag im alten Ägypten erst mit dem Sonnenaufgang begann, hätte der Schreiber damit dieses Ereignis noch für den 19. Tag veranschlagt. Natürlich begann etwa zwei Stunden später der Tagesanbruch und damit der 20. Tag, womit die Armee also an diesem Tag von Aruna her aufbrach. In der Nacht dieses Tages gab dann der König die Order, sich für die Schlacht zu rüsten, die dann folgerichtig am 21. Tag stattfand.

### Annalen
- Elke Blumenthal, Ingeborg Müller, Walter F. Reineke, Adalheid Burkhardt (Hrsg.): Urkunden der 18. Dynastie. Historisch biographische Urkunden. Übersetzungen zu den Heften 5–16. (= Urkunden des Ägyptischen Altertums. Abteilung 4). Akademie-Verlag, Berlin 1984, S. 188ff., Abt. 2 (Urk IV, 647–756).
- Kurt Galling (Hrsg.): Textbuch zur Geschichte Israels. (TGI). 3. durchgesehene Auflage. Mohr, Tübingen 1979, ISBN 3-16-142361-5.
- Martin Noth: Die Annalen Thutmoses III. als Geschichtsquelle. In: Zeitschrift des Deutschen Palästina-Vereins. (ZDPV). Band 66, 1943, ISSN 0012-1169, S. 156–174.
- Heike Sternberg-el Hotabi: Aus den Annalen Thutmosis' III.: Erster Feldzug gegen Megiddo. In: Francis Breyer: Staatsverträge, Herrscherinschriften und andere Dokumente zur politischen Geschichte (= Texte aus der Umwelt des Alten Testaments. (TUAT). Neue Folge. Band 2). Gütersloher Verlags-Haus, Gütersloh 2005, ISBN 3-579-05288-8, S. 212–220.

### Datierung
- Wolfgang Helck: Das Datum der Schlacht von Megiddo. In: Mitteilungen des Deutschen Archäologischen Instituts, Abteilung Kairo. (MDAIK). Nr. 28, 1972, ISSN 0342-1279, S. 101–102.
- Glenn Lello: Thutmose III’s First Lunar Date. In: Journal of Near Eastern Studies. Band 37, 1978, S. 327–330.
- Richard A. Parker: The Lunar Dates of Thutmose III and Ramesses II. In: Journal of Near Eastern Studies. Band 16, 1957, S. 39–43.